# Chiomara
Chiomara est une femme noble galate, épouse d'Orgiagon (Ortiagon (de) chez Plutarque ou Orgiaco chez Florus), tétrarque des Tolistobogiens, une des trois tribus de Galatie, durant la guerre galatienne avec Rome, en -189.
Durant cette guerre, Cnaeus Manlius Vulso sort victorieux d'une campagne contre les Galates. Un de ses centurions est nommé responsable d'un groupe de captifs dont fait partie Chiomara, qui est décrite comme étant d'une beauté exceptionnelle. Après que les avances sexuelles du centurion aient été rejetées et que l'officier romain ait violé Chiomara, il en demande rançon. Lorsque cette dernière est livrée et que le centurion se penche pour la vérifier, Chiomara ordonne à ses gens de lui couper la tête,,. Elle rapporte alors la tête à son mari, disant qu'il était correct qu'un seul homme vivant ait été intime avec elle.
Dans ses Œuvres morales, Plutarque mentionne que Polybe a rencontré Chiomara à Sardes, et aurait été impressionné par « son bon sens et son intelligence ».

## Postérité

### Littérature
- Giovanni Boccacio consacre un chapitre à Chiomara dans son ouvrage Sur les femmes célèbres publié en 1374[4].
- Un incunable imprimé par  Johannes Zainer en 1474 et contenant une traduction allemande de De mulieribus claris (Sur les femmes célèbres) de Giovanni Boccacio contient une illustration représentant Chiomara remettant la tête de son violeur à son époux Ortiagon de Galatie.

### Art contemporain
- Chiomara figure parmi les 1 038 femmes référencées dans l'œuvre d’art contemporain The Dinner Party (1979) de Judy Chicago. Son nom y est associé à Boadicée[5],[6].